# Vicariat apostolique de Thessalonique
Le vicariat apostolique de Thessalonique (en latin : Apostolicus Vicariatus Thessalonicensis) est un vicariat apostolique de l'Église catholique en Grèce directement soumis au Saint-Siège.

## Territoire
Le vicariat de Thessalonique comprend les régions septentrionales de Grèce avec la Macédoine grecque, la Thrace et Thessalie avec des églises à Vólos, Kavála et Alexandroúpoli.
La cathédrale de Thessalonique (en) est placée sous le patronage de l'Immaculée Conception. 

## Historique
Le vicariat apostolique est érigé le 18 mars 1926 en prenant sur le territoire du vicariat apostolique de Constantinople par la bulle Breve In sublimi Principis du pape Pie XI.
Comme de nombreux diocèses en Grèce, le vicariat apostolique de Thessalonique n'a plus eu d'évêque propre depuis longtemps, mais est géré par l'archevêque de Corfou (en) en tant qu'administrateur.

## Vicaires apostoliques
- Alessandro Guidato (30 avril 1927 - 15 juillet 1929), nommé archevêque de Naxos, Andros, Tinos et Mykonos